# Castillo Auchen
El castillo Auchen es un castillo de forma cuadrangular y en ruinas, datado del siglo XIII, situado cerca de Moffat, en el concejo de Dumfries and Galloway. Fue designado como monumento antiguo programado en 1937.

## Historia
El castillo fue construido probablemente por el clan Kirkpatrick entre principios y mediados del siglo XIII, posiblemente para sustituir al cercano castillo de mota y bailey de Garpol Water y dominar así el valle del río Annan al este y el barranco formado por Garpol Burn al sur. La primera prueba documental de la propiedad procede de una carta de diciembre de 1306 en la que Sir Roger de Kirkpatrick presta dinero a Sir Humphrey de Bohun, cuarto conde de Hereford. Tras la muerte de Kirkpatrick durante el asedio al castillo de Lochmaben en 1313, las tierras parece que fueron transferidas a Thomas Randolph, primer conde de Moray, aunque no está claro qué ocurrió con ellas tras su muerte en 1332. En el siglo XV, el castillo era propiedad de los Douglasses de Morton, antes de pasar posteriormente a los Johnstones de Corehead, posiblemente durante la campaña del rey Jacobo II de Escocia contra los Douglasses.
En su forma más primitiva, el castillo constaba de un recinto de cuatro lados con la entrada en el muro norte. Contaba con un bastión redondo en el ángulo noroeste y con un garderobe en el muro cortina del este. Las murallas estaban protegidas por un amplio foso, excepto en el norte, donde una calzada pasaba por encima de un par de estanques de peces unidos. La entrada se reforzó más tarde con un antepecho en forma de péndulo. A finales del siglo XV o a principios y mediados del siglo XVI, el castillo fue adaptado para su uso como fortificación de artillería con los muros rebajados y reforzados con mampostería y tierra.
Un inventario realizado de los bienes pertenecientes al difunto James Douglas de "Auchencassill" en octubre de 1483 incluye una mesa plegable, un caballo, un cáliz y ornamentos para el altar, una espada, un colchón de plumas, cortinas para la cama y dosel, y las colgaduras o vestimentas de la sala, un cojín, una sal y una cuchara de plata, utensilios de cocina, un báculo de anguila y otros artículos. Esta selección fue reclamada por William Douglas de Drumlanrig como su heredero.